# Darby Harper - Consulenza fantasmi
Darby Harper - Consulenza fantasmi (Darby and the Dead) è un film del 2022 diretto da Silas Howard e prodotto da 20th Century Studios. Originariamente era intitolato Darby Harper Wants You to Know.
È stato pubblicato negli Stati Uniti come film originale di Hulu il 2 dicembre 2022 mentre internazionalmente è stato distribuito su Disney+ il 27 gennaio 2023. Ha ricevuto recensioni contrastanti da critici.

## Trama
Quando Darby Harper aveva sette anni, lei e sua madre furono travolte da un'onda che le annegò. Darby fu riportata in vita, ma sua madre morì. Da allora Darby ha acquisito la capacità di vedere e comunicare con i morti. Ha avviato un'attività secondaria per aiutare i "morti" a passare all'aldilà, aiutandoli ad occuparsi delle cose che non potevano fare da vivi. Questo le ha causato una certa distanza da tutti i compagni di scuola, compresa la sua migliore amica Capricorn "Capri" Donahue, la popolare cheerleader. L'unico vero amico di Darby è l'ex bidello della scuola, Gary, uno "Stayer" che sta aspettando che sua moglie Linda muoia per poter andare avanti anche lui.
Darby incontra il nuovo studente Alex, che è la mascotte della scuola ed è attratto da lei, nonostante i suoi tentativi di dissuaderlo. Entra anche in conflitto con Capri per il suo ragazzo James che, al contrario di lei, è gentile e premuroso. Mentre usa la piastra per capelli in bagno, Capri viene folgorata e muore. Darby riceve immediatamente la sua visita e si rende conto che è morta e che deve passare a miglior vita. Scopre inoltre di poter controllare psichicamente le cose con la mente. Carpi tormenta costantemente Darby prima di decidere che il suo obiettivo, prima di passare a miglior vita, è quello di organizzare la festa per il suo diciassettesimo compleanno. Darby accetta con riluttanza e Capri la addestra a pensare e ad agire come lei e le sue amiche. Dopo aver riacquistato le abilità di cheerleader che aveva da bambina, Darby riesce a entrare in contatto con gli amici di Capri, anche se le viene detto di stare lontana da Alex perché è la mascotte.
Con l'aiuto di Capri, Darby propone di festeggiare comunque il suo compleanno con i suoi amici e per sensibilizzare la scuola alla "folgorazione". Gli amici di Capri sono d'accordo e, grazie all'influenza di Capri, Darby inizia a diventare popolare tra i suoi coetanei. Inoltre, inizia a legare con James, che si è assentato da scuola per qualche giorno dopo la morte di Capri. Dopo il suo ritorno, tutti a scuola iniziano a sospettare che i due si stiano frequentando, con grande disappunto dell'amica di Capri. La nuova vita di Darby comincia a intromettersi in quella vecchia, perché perde un appuntamento con Alex e continua a rimandare per aiutare Mel, l'amica di Gary, a passare a miglior vita. Capri è inizialmente gelosa dell'influenza di Darby sulla festa, ma viene calmata da Gary e Mel. Si reca a scusarsi, solo per scoprire la presunta relazione di Darby con James e, infuriata, brucia la sua casa e inizia a perseguitare James, costringendolo a "rompere" con Darby.
Arriva il giorno della festa e Darby cerca di trovare Capri. Trova James che le parla attraverso una tavoletta Ouija e Capri inizia a prendere in giro Darby e a far volare la tavoletta in per tutta la festa. Quando minaccia ulteriori umiliazioni, Darby rivela finalmente a tutti il suo segreto e il fatto che finge di guardare tutti dall'alto in basso a causa dei suoi difetti. Darby torna a essere ignorata da tutti a scuola, ma riceve la visita di Capri che, nel tentativo di farsi perdonare per aver litigato con lei, trova la madre di Darby che l'ha osservata da lontano per vedere come si comporta. Capri accetta finalmente l'amicizia di Darby e va avanti.
Darby decide di continuare a fare la cheerleader, dopo aver fatto pace con la squadra, e rimane amica di James. Si imbatte nuovamente in Gary, che sta per andare a trovare la moglie, e le rivela che anche Mel ha finalmente voltato pagina, grazie ad Alex. Si scopre che anche lui può vedere i fantasmi e rompere la quarta parete, come aveva fatto Darby nel corso del film, dopo essere entrato in coma. I due decidono di iniziare a frequentarsi e di lavorare insieme alla loro attività nell'aldilà, mentre un uccello, che si suppone essere Capri in virtù della sua fede nella reincarnazione, li osserva da lontano.

## Produzione

### Sviluppo
Nell'ottobre del 2021 è stato annunciato che la 20th Century Studios avevano acquisito la sceneggiatura speculativa di Wenonah Wilms e Becca Greene Darby Harper Wants You to Know. Il film sarebbe stato diretto da Silas Howard e Storm Reid avrebbe inizialmente interpretato il personaggio principale. Reid e Robyn Simpson avrebbero dovuto produrre il film con la loro società di produzione A Seed & Wings.

### Cast
Nel febbraio 2022, Riele Downs, Auliʻi Cravalho, Asher Angel, Chosen Jacobs e Derek Luke si sono uniti al film, con Downs che ha sostituito Reid, che ha abbandonato il film a causa di conflitti di programmazione. Anche Genneya Walton e Tony Danza si sono uniti al film nello stesso mese, con l'inizio delle riprese. Nel marzo 2022, Wayne Knight e Nicole Maines si sono uniti al cast.

### Riprese
Le riprese sono iniziate a febbraio 2022 e si sono svolte a Città del Capo, in Sudafrica.
Il 19 settembre 2022 le riprese sono terminate e il film è stato rinominato Darby and the Dead.

## Promozione
Il 3 novembre 2022 è stata diffusa un'immagine first-look insieme al logo del film, il cui titolo è stato confermato come Darby and the Dead. Il trailer è stato pubblicato il 16 novembre 2022, mentre quello italiano è stato pubblicato il  23 gennaio 2023.
Scrivendo per Tor.com, Molly Templeton ha definito il film un insieme di cultura pop, facendo riferimento a Kiss Me e Ragazze nel pallone.

## Distribuzione
L'uscita del film negli Stati Uniti era inizialmente prevista per marzo 2022 tramite la piattaforma streaming Hulu. Il 3 novembre 2022 è stata annunciata l'uscita del film per il 2 dicembre 2022 su Hulu negli Stati Uniti e su Disney+ il 27 gennaio 2023 tramite la sezione Star a livello internazionale e su Star+ in America Latina.
Il film è stato rimosso da Hulu e da Disney+ il 26 maggio 2023.

## Accoglienza

### Critica
Su Rotten Tomatoes il film ha ricevuto una valutazione complessiva del 54% con una media di 5.20 su 10, basata su 26 recensioni. Il consenso della critica recita: "La premessa intrigante e il cast accattivante di Darby Harper: consulenza fantasmi lo elevano al di sopra della normale commedia per adolescenti, anche se il risultato finale è spesso frustrantemente superficiale". Su Metacritic il film ha ottenuto un punteggio medio ponderato di 51 su 100 (recensioni contrastanti o nella mediai) basato su 7 recensioni.